# Jochen Gaudenzi
Jochen Gaudenzi (* 9. Juni 1978) ist ein ehemaliger österreichischer Fußballspieler.

## Laufbahn
Er wurde 1998 vor dem SC Kundl und dem FC Lustenau 07 mit dem SV Wörgl Meister der Regionalliga West und setzte sich gegen den VSE St. Pölten durch und stieg in die Erste Liga auf. In der zweithöchsten Spielklasse in Österreich belegte er mit seiner Mannschaft von der Sportanlage Madersbacherweg mit dem dritten Rang 1999/2000 die beste Platzierung. In dieser Saison erzielte sein Mitspieler Thomas Silberberger 11 Tore für das Team aus dem Inntal in Tirol.
Gaudenzi spielte bis zum Abstieg des Vereins in der Saison 2004/05 in der zweiten Spielstufe. Jochen Gaudenzi schoss im Aufstiegsjahr etwa 10 Tore und bestritt in seiner Karriere etwa 100 Zweitligaspiele. Seine aktive Karriere musste er aus gesundheitlichen Problemen beenden.
| Personendaten    | Personendaten                   |
| ---------------- | ------------------------------- |
| NAME             | Gaudenzi, Jochen                |
| KURZBESCHREIBUNG | österreichischer Fußballspieler |
| GEBURTSDATUM     | 9. Juni 1978                    |